# Wenyufloden
Wenyufloden eller Wenyu He (kinesiska: 温榆河) är en flod i Peking i Kina. Wenyufloden flyter från Shahereservoaren norr om Peking innanför norra Sjätte ringvägen mot sydost tills den vid föreningen med Tonghuifloden vid östra Sjätte ringvägen övergår i Beiyunfloden (Norra kanalfloden).